# Kazuma Takayama
Kazuma Takayama (japanisch 高山 和真 Takayama Kazuma; * 14. Juli 1996 in der Präfektur Saitama) ist ein japanischer Fußballspieler.

## Karriere
Takayama erlernte das Fußballspielen in der Jugendmannschaft von Omiya Ardija. Seinen ersten Vertrag unterschrieb er 2015 bei Omiya Ardija. Der Verein spielte in der zweithöchsten Liga des Landes, der J2 League. 2015 wurde er mit dem Verein Meister der zweiten Liga und stieg in die erste Liga auf. Am Ende der Saison 2017 stieg er mit dem Verein wieder in die zweite Liga ab. 2020 wurde er an den Ligakonkurrenten Montedio Yamagata ausgeliehen. Für den Verein aus der Präfektur Yamagata kam er nicht zum Einsatz. Ende Oktober 2020 kehrte er zu Ardija zurück. Im Januar 2022 wechselte er nach Toyama zum Drittligisten Kataller Toyama. Für Kataller bestritt er drei Drittligaspiele. Im Januar 2023 ging er nach Singapur, wo er einen Vertrag beim Erstligisten Hougang United unterschrieb.

## Erfolge
Omiya Ardija
- Japanischer Zweitligameister: 2015  ▲